# پونتیدیوم
پونتیدیوم (به اسپانیایی: Puentedeume) یکی از دهستان‌های اسپانیا است که در O Eume واقع شده‌است.

## خصوصیات
پونتیدیوم ۲۹٫۲۶ کیلومترمربع مساحت و ۸٬۴۵۷ نفر جمعیت دارد.